# روزهای عاشقی
روزهای عاشقی (ایتالیایی: Giorni d'amore) فیلمی ایتالیایی در سبک کمدی به کارگردانی جوزپه د سانتیس است که در سال ۱۹۵۴ منتشر شد. از بازیگران آن می‌توان به مارچلو ماسترویانی، مارینا ولادی، گابریله تینتی، پینا گالینی و پیترو توردی اشاره کرد.